# Vessament de petroli del Perú de 2022
El vessament de petroli del Perú de 2022 fou un vessament de més de 6.000 barrils de cru ocorregut el 15 de gener de 2022 per la caiguda de cru del vaixell Mare Doricum, propietat de l'empresa espanyola Repsol, en les mars de la costa de Ventanilla, província del Callao, Perú. Segons Repsol, va ser provocat pel tsunami causat per l'erupció volcànica de l'Hunga Tonga. Va ser qualificat com el pitjor desastre ecològic de la història recent del Perú.
El vessament es va iniciar en la matinada del dissabte 15 de gener de 2022 durant el procés de descàrrega en la refineria La Pampilla, administrada per Repsol, a el Callao. Inicialment, Repsol va indicar que només s'havien vessat 7 galons de cru, però al matí es va constatar que la magnitud del desastre era immensament major, calculant-se en 6 mil barrils abocats a la mar.
Les onades contaminades amb el cru van afectar una extensió de tres quilòmetres quadrats de platja i mar, incloent part de dues àrees naturals protegides. Es van expandir fins a Ancó i Santa Rosa, al nord de la província de Lima, així com Aucallama i Chancay, a l'oest de la província de Huaral. L'Armada peruana i Repsol es van acusar mútuament de qui era el responsable del vessament.